# Булякай (река)
Булякай — река в России, протекает по Фёдоровскому и Стерлибашевскому районам Башкортостана. Длина реки составляет 10 км.
Начинается в лесу в урочище Захаровка. Течёт в северо-восточном направлении по открытой местности через сёла Булякай и Карагуш. Устье реки находится в 41 км по правому берегу реки Кундряк около Карагуша.
Основной приток — река Резяд — впадает справа.

## Данные водного реестра
По данным государственного водного реестра России относится к Камскому бассейновому округу, водохозяйственный участок реки — Белая от города Салавата до города Стерлитамака, речной подбассейн реки — Белая. Речной бассейн реки — Кама.
Код объекта в государственном водном реестре — 10010200512111100018267.